# Filip Trojan
Filip Trojan (* 21. Februar 1983 in Třebíč) ist ein ehemaliger tschechischer Fußballspieler und heutiger -trainer. Er ist Jugendtrainer bei der SG Dynamo Dresden.

## Karriere als Aktiver

### Verein
Filip Trojan absolvierte mit elf Jahren ein Probetraining in Prag und zog ein Jahr später in die tschechische Hauptstadt, wo er in einer Gastfamilie wohnte. Er spielte in Prag zwei Jahre lang im jeweils höheren Jahrgang der Jugendmannschaften mit und wurde Jugendnationalspieler seines Landes. Bei der U-16-Europameisterschaft in Tschechien wurden 1999 die Talentscouts das FC Schalke 04 auf den damals 16-Jährigen aufmerksam und er bekam in Gelsenkirchen einen Jugendvertrag. In Gelsenkirchen wohnte er im Fußballinternat des FC Schalke 04.
Nachdem er fünf Jahre für Schalke gespielt hatte, lief sein Vertrag aus und er wechselte zum VfL Bochum. Hier hatte er einen Vertrag bis 2007, der nicht verlängert wurde. Im Juli 2007 wechselte Trojan für zwei Jahre zum FC St. Pauli. Nachdem er in beiden Jahren in Hamburg überzeugende Leistungen gebracht hatte, wurde das Interesse an ihm durch seinen auslaufenden Vertrag sehr groß. Er schlug ein Angebot des FC St. Pauli zur Vertragsverlängerung aus und wechselte ablösefrei zum Bundesligaaufsteiger Mainz 05. Dort kam er aber, neben vier Spielen der 2. Mannschaft (Regionalliga-West), selten zum Einsatz. So wurde er im August 2010 für die Spielzeit 2010/11 an den Zweitligisten MSV Duisburg verliehen. Zu seinem ersten Einsatz für seinen neuen Verein kam Trojan am 1. Spieltag im Auswärtsspiel bei Aufsteiger VfL Osnabrück, als er in der 76. Minute für Sefa Yılmaz eingewechselt wurde. In der Nachspielzeit der Partie erzielte er noch den 3:1-Siegtreffer und damit sein erstes Tor im ersten Spiel für den MSV.
Im Juni 2011 löste Trojan seinen Vertrag mit Mainz 05 auf und wechselte zu Dynamo Dresden, wo er einen Einjahresvertrag unterschrieb. Auch hier erzielte er in seinem ersten Pflichtspiel gegen den FC Energie Cottbus einen Treffer. In seinem ersten Jahr absolvierte er mit 32 Ligaspielen neben David Solga die meisten Einsätze im Dynamo-Trikot und erreichte mit Dresden am Saisonende ungefährdet den Klassenerhalt. Im März 2012 wurde Trojans Vertrag bis zum 30. Juni 2014 verlängert.

### Nationalmannschaft
Trojan durchlief mit Ausnahme der U-20-Auswahl alle tschechischen Junioren-Auswahlmannschaften von der U-15 bis zur U-21-Nationalmannschaft.

## Karriere als Trainer
Im Sommer 2016 wurde Trojan Trainer der C2-Junioren (U-14) von Dynamo Dresden.

## Privat
Trojan ist seit März 2013 Vater eines Sohnes.